# Nacaduba overdijkinki
Nacaduba overdijkinki är en fjärilsart som beskrevs av Lambertus Johannes Toxopeus 1929. Nacaduba overdijkinki ingår i släktet Nacaduba och familjen juvelvingar. Inga underarter finns listade i Catalogue of Life.